# Estadio El Cobre
 (avril 2025).
El Estadio El Cobre ou le Stade El Cobre est un stade chilien se trouvant à El Salvador.
Construit en 1980, il a une capacité de 20 800 places lors de sa construction, puis de 23 000 places par la suite. Le club résident est le Club de Deportes Cobresal, qui se trouve en Division 1 chilienne.